# Ritual (álbum de Los Piojos)
Ritual es el primer álbum en vivo del grupo musical de Argentina Los Piojos. Fue grabado en el estudio móvil de Del Cielito Records, los días 7, 8 y 9 de mayo de 1999 en el estadio Obras y el 23 de enero del mismo año en el Autocine de Villa Gesell. Este álbum logró ser disco de platino al poco tiempo.

## Lista de canciones
1. «Olvidate (Ya ves)» 4:23
2. «Chac tu chac» 3:21
3. «Desde lejos no se ve» 4:00
4. «Ay ay ay» 6:29
5. «Angelito» 6:29
6. «Agua» 5:24
7. «Arco» 4:34
8. «Tan solo» 4:18
9. «Intro Maradó» 2:54
10. «Maradó» 4:37
11. «Ando ganas (Llora llora)» 5:43
12. «Cruel» 4:09
13. «Todo pasa» 5:41
14. «Around & Around» (cover de Chuck Berry) / «Zapatos de gamuza azul» (versión en español de la canción «Blue Suede Shoes» de Carl Perkins) 4:36
15. «Es sólo rock & roll» (versión en español de la canción «It's Only Rock 'n' Roll (But I Like It)» de The Rolling Stones) 5:11

## Recitales en los que se grabó el disco
- 23 de enero de 1999 - Autocine de Villa Gesell, Buenos Aires,  Argentina
- Lista de temas

1. «Intro»
2. «Chac Tu Chac»
3. «Te Diría»
4. «Taxi Boy»
5. «Ay Ay Ay»
6. «Angelito»
7. «Que Decís»
8. «Siempre Bajando»
9. «El Balneario de los Doctores Crotos»
10. «Todo Pasa»
11. «Agua»
12. «Manise» (participación especial de La Chilinga)
13. «Blues de San Martín»
14. «Intro Maradó»
15. «Maradó»
16. «Tan Solo»
17. «Desde Lejos No Se Ve»
18. «Es Solo Rock & Roll»
19. «Genius»
20. «Arco»
21. «Pistolas»
22. «Finale»
23. «Babilonia»
24. «Cruel»
25. «Buenos Tiempos»
26. «Blues del Traje Gris»
27. «Pega-Pega»
28. «Shup-Shup»

- 7 de mayo de 1999 - Estadio Obras Sanitarias, Buenos Aires,  Argentina
- Lista de temas

1. Babilonia
2. Esquina Libertad
3. Desde Lejos No Se Ve
4. Ay Ay Ay
5. Quemado (con fragmento de "No Te Pongas Azul" de Sumo)
6. Reggae Rojo y Negro
7. Intro Maradó
8. Maradó
9. Tan Solo
10. Los Mocosos
11. Agua
12. Luz de Marfil
13. Cruel
14. Te Diría
15. Roll Over Beethoven (Cover de "Chuck Berry")
16. Walk On The Wild Side (Cover de "Lou Reed")
17. Pega-Pega
18. Ando Ganas (Llora Llora)
19. San Jauretche
20. Manise
21. Muy Despacito
22. Blues del Traje Gris
23. El Balneario de los Doctores Crotos
24. Shup Shup
25. Que Decís
26. Llévatelo
27. El Farolito
28. Sympathy For The Devil (Cover de "The Rolling Stones")
29. Genius
30. Finale

- 8 de mayo de 1999 - Estadio Obras Sanitarias, Buenos Aires,  Argentina
- Lista de temas

1. Los Mocosos
2. Babilonia
3. Vals Inicial
4. Desde Lejos No Se Ve
5. El Balneario de los Doctores Crotos
6. Angelito
7. Yira Yira
8. Te Diría
9. Shup Shup
10. Agua
11. Tan Solo
12. San Jauretche
13. Luz de Marfil
14. Esquina Libertad
15. Quemado (con fragmento de "No Te Pongas Azul" de Sumo)
16. Pega-Pega
17. Chac Tu Chac
18. Taxi Boy
19. Buenos Tiempos
20. Reggae Rojo y Negro
21. Intro Maradó
22. Maradó
23. Ay Ay Ay
24. Siempre Bajando
25. Murguita
26. Muévelo
27. Genius
28. El Farolito
29. Ando Ganas (Llora Llora)
30. Manise
31. A Ver Cuando
32. Finale

- 9 de mayo de 1999 - Estadio Obras Sanitarias, Buenos Aires,  Argentina
- Lista de temas

1. Olvidate (Ya Ves)
2. Babilonia
3. Desde Lejos No Se Ve
4. Esquina Libertad
5. Vals Inicial
6. Quemado (con fragmento de "No Te Pongas Azul" de Sumo)
7. Muévelo
8. Arco
9. Todo Pasa
10. El Rey del Blues (B. B. King)
11. Siempre Bajando
12. Blues de San Martín
13. Intro Maradó
14. Maradó
15. Reggae Rojo y Negro
16. Ando Ganas (Llora Llora)
17. Tan Solo
18. Te Diría
19. Shup Shup
20. El Balneario de los Doctores Crotos
21. Around & Around / Zapatos de Gamuza Azul
22. Agua
23. Murguita
24. Muy Despacito
25. Luz de Marfil
26. San Jauretche
27. Yira Yira
28. Finale

## Curiosidades
Durante la presentación de la banda en el Quilmes Rock 2025, Ciro contó que el sonido del público que se escucha en la canción Es Sólo Rock and Roll (It's Only Rock and Roll) no es el original: aquel día había sido lluvioso, ocasionando que los micrófonos destinados a grabar el sonido del público se dañaran. Cuando estaban editando el disco en el estudio, Ciro le pidió al productor que "cree un público". El productor tomó parte del sonido del público en otras partes del disco. Por esto el ruido del público es constante y uniforme, a diferencia de otras canciones que sí tuvieron su público grabado en vivo.

## Premios y nominaciones
| Año                 | Categoría                 | Trabajo | Resultado |
| ------------------- | ------------------------- | ------- | --------- |
| Premios Gardel 2000 | Mejor álbum grupo de rock | Ritual  | Nominado  |

## Créditos
- Andrés Ciro Martínez - Voz, armónica, guitarra y cornetta sportiva
- Daniel "Piti" Fernández - Guitarra y coros
- Gustavo "Tavo" Kupinski - Guitarra, bandoneón y coros
- Miguel Ángel "Micky" Rodríguez - Bajo y coros
- Daniel "Dani" Buira - Batería y percusión